# 武市智行
武市 智行（たけち ともゆき、1955年11月6日 - ）は、日本の実業家。中小企業診断士。
SHIFT PLUS取締役会長。ALPHACODE、Aiming、GameWith、ジモフル取締役。スクウェア（現：スクウェア・エニックス）元社長、会長。ドリーミュージック、AQインタラクティブ元社長。

## 経歴
- 1955年 高知県高知市生まれ。
- 1979年 慶應義塾大学商学部卒業後、四国銀行に入行。
- 1990年
  - 10月 スクウェアに社長室長として出向。
- 1994年
  - 8月 JASDAQ公開（公開業務担当）
  - 12月 四国銀行に戻る。
- 1996年 四国銀行を退職、スクウェアに入社、代表取締役社長就任。
  - 8月 コンピュータエンターテインメントソフトウェア協会副会長就任（2001年3月まで）
- 1997年
  - 4月 コンピュータソフトウェア著作権協会理事就任（2002年1月まで）
- 2000年
  - 5月 スクウェア代表取締役社長辞任（後任は鈴木尚）・代表取締役会長就任。
  - 8月 東証一部上場
- 2001年
  - 2月 映画化の失敗と『ファイナルファンタジーX』発売延期により[要出典]創業以来初の赤字、無配当の責任をとる形でスクウェア会長を辞任。
  - 6月 ドリーミュージック設立と同時に代表取締役に就任。平原綾香のデビュー曲「Jupiter」のヒットに関わる。
  - 8月 トリニティーセキュリティーシステムズ（現ティエスエスリンク）取締役就任。
- 2004年
  - 5月 日本レコード協会監事就任（2005年3月まで）
- 2005年
  - 3月 ドリーミュージック代表取締役退任。
  - 12月 ユビキタスエンターテインメント（現UEI）取締役就任。
- 2008年
  - 6月 AQインタラクティブ（現マーベラス）代表取締役就任。
- 2009年
  - 6月 AQインタラクティブ社長退任。
  - 10月 株式会社武市コミュニケーションズ設立、代表取締役就任
- 2010年
  - 6月 高知県産業振興スーパーバイザーに就任。
- 2011年
  - 4月 高知県コンテンツ産業振興アドバイザーに就任。
- 2012年
  - 3月 Aiming社外取締役就任。
- 2015年
  - 4月 GameBank社外監査役就任。
  - 4月 SHIFT PLUS設立と同時に取締役会長就任。
  - 4月 GameWith社外監査役就任。
- 2016年
  - 5月 GameWith社外取締役就任。
  - 12月 ジモフル社外取締役就任。
- 2019年
  - 11月 高知県功労者表彰受賞[2]。